# Akrav israchanani
Akrav israchanani  (лат.) — вид троглобионтных скорпионов из семейства Akravidae.
Единственный вид этого семейства и рода Akrav. Обнаружен в пещере Аялон в Израиле. Глаза отсутствуют. Длина коричневатого тела 50 мм. Вид был описан израильским арахнологом доктором Гершомом Леви (Dr. Gershom Levy, 1937—2009) по останкам уже давно (видимо, несколько лет) мёртвых скорпионов. «Akrav» — древнебиблейское название скорпионов. Видовое название было дано в честь исследователей пещеры Israel Naaman и Dr. Hanan Dimentman.